# Поперенко Леонід Володимирович
Леонід Володимирович Поперенко (нар. 2 грудня 1950) — український науковець-фізик. Доктор фізико-математичних наук, професор. Академік АН ВШ України з 2007 р.

## Біографія
Народився у м. Кременчуці. Закінчив Київський державний університет ім. Т. Шевченка з відзнакою (1973). Аспірант кафедри оптики фізичного факультету КДУ (1973—1976). Один з останніх учнів професора Олександра Шишловського.
Кандидат фізико-математичних наук (1982). Працював молодшим науковим співробітником (1974—1976), завідувачем лабораторії (1976—1981), асистентом (1981—1983), старшим науковим співробітником (1983—1985), доцентом (1985—1990, 1992—1994). Докторант (1990—1992), професор (1994—1999) фіз. факультету КНУ ім. Т. Шевченка, а також професор (за сумісництвом) НаУКМА (1993—1999). Доктор фіз.-мат. наук (1992).
З 1999 р. — завідувач каф. оптики фізичного факультету КНУ ім. Т. Шевченка. Отримав звання доцента за спеціальністю «оптика» (1989), Соросівського доцента (1995), професора кафедри оптики (1996). Працював стажистом в Інституті фізики університету м. Трієст, Італія (1985), дослідником в Апельтонській лабораторії Резерфорда, Англія (1996), в Інституті спектрохімії та спектроскопії, Берлін, Німеччина (1997), Інституті технічної фізики і матеріалознавства, Будапешт, Угорщина (2000), Інституті електроніки Університету Шицуока, Хамамацу, Японія (2007, 2010).
Викладає курси «Оптичне матеріалознавство», «Кристалометалооптика», «Оптична метрологія», «Спектроскопія поверхні конденсованого середовища».

## Наукова діяльність
Наукові інтереси: металооптика, спектральна еліпсометрія поверхні та оптичного матеріалознавства. Дослідив оптичні властивості й електронну структуру сплавів на основі елементів групи заліза, атомно-електронні фактори стабільності аморфного стану при дії зовнішніх чинників, ефекти слабкої андерсонової локалізації та переходу метал-неметал, розробив технологію високоенергетичної обробки металевих дзеркал.
Автор понад 200 наукових праць, зокрема 2 монографій, 5 посібників 14 авторських свідоцтв на винаходи.
Підготував 1 доктора та 5 кандидатів наук.

## Звання і нагороди
Лауреат премії ім. Т. Шевченка Київського університету (1990), 3-ї премії МВССО України за досягнення в навчально-виховній та науково-методичній роботі (1990), премії за розробку та створення чвертьхвильового відбивного компенсатора для потужного лазерного випромінювання на довжині хвилі 10.6 мкм та медаль ВДНГ УРСР за цей прилад (1990), премії НАН України імені М. П. Барабашова (1998). Нагороджений знаком «Винахідник СРСР». Переможець наукових конкурсів Американського фізичного товариства (1992), Міжнародного фонду Сороса «Відродження» (1992, 1993) та його міжнародної науково-освітньої програми (1999). Має відзнаки МОН України «За наукові досягнення» (2005), «Петро Могила» (2008).
Член Українського фізичного товариства (1990), Міжнародного товариства оптичної техніки «SPIE/UKRAINE» (1991). Член-кореспондент Міжнародної академії оптиків-інженерів. Член Президії АН ВШ України, академік-секретар відділення фізики і астрономії з 2007 р.